# 肖恩·库姆斯
肖恩·约翰·库姆斯（英語：Sean John Combs，1969年11月4日—），艺名迪迪（Diddy），前艺名吹牛老爹（Puff Daddy、P. Diddy），美国唱片制作人、说唱歌手、演员、男时装设计师、企业家、舞蹈演员。1969年11月4日出生于纽约市哈林区，并在纽约州芒特弗农长大。库姆斯在霍华德大学学习工商管理，但后来选择退学，进入音乐行业。他在Uptown唱片公司担任实习生，并迅速晋升为高管，帮助发掘了玛丽·布莱姬等艺人。1993年，创立坏小子唱片公司，并签约了声名狼藉先生。1997年，他发行了首张个人专辑《No Way Out》，其中的单曲《I'll Be Missing You》成为公告牌百强单曲榜冠军。凭借在单曲《Mo Money Mo Problems》中的客串表现，库姆斯成为历史上第一位以个人身份用新作取代自身作品而连续登顶排行榜的艺人。
肖恩·库姆斯的第二张与第三张录音室专辑《Forever》（1999年）和《The Saga Continues...》（2001年）均在美国市场上达到第二名的成绩。此外，库姆斯还凭借合作单曲《Bump, Bump, Bump》（2002年）和《Shake Ya Tailfeather》（2003年）成为首位拥有五首美国排行榜冠军单曲的说唱歌手。在推出排行榜冠军专辑《Press Play》（2006年）之后，他与R&B歌手卡伦娜·哈珀和道恩·理查德联手组建了音乐组合Diddy – Dirty Money，并于2010年发布了合作专辑《Last Train to Paris》。2023年，库姆斯独立发布了其第五张录音室专辑《The Love Album: Off the Grid》。
库姆斯是嘻哈音乐界的重要人物，曾三次获得格莱美奖，两次获MTV音乐录影带大奖。并在多个领域取得成功。除了音乐事业外，库姆斯还涉足多个商业领域。他创立了肖恩·约翰服装品牌，并涉足烈酒行业，与帝亚吉欧合作推广Cîroc伏特加。此外，他还创办了Revolt TV，专注于音乐和文化内容的传播。库姆斯的商业头脑使他成为全球最富有的艺人之一，并多次登上《福布斯》财富排行榜。
2024年，他因強迫性販運等罪名被捕。

## 早年生活
肖恩·約翰·庫姆斯，出生於紐約市哈萊姆區，在紐約州芒特弗農長大。他的母親賈尼絲·庫姆斯（Janice Combs；娘家姓斯莫爾斯 (Smalls)）是一名模特兒和教師助理，他的父親梅爾文·厄爾·庫姆斯（Melvin Earl Combs）曾在美國空軍服役，是紐約毒販弗兰克·卢卡斯的共犯。梅爾文33歲時在中央公園西被槍殺，當時肖恩只有兩歲。

## 法律問題
1997年，尚恩·库姆斯 (Combs) 因房东疏忽问题被英格·邦戈 (Inge Bongo) 起诉，但库姆斯拒绝了所有指控。
1999年4月15日，就在MTV播出纳斯的音乐录影带《现在恨我》(Hate Me Now)——该影像中展示库姆斯被钉于十字架的场景。不久后，库姆斯与另外两人闯入纳斯前经纪人史蒂夫·斯托特 (Steve Stoute) 的办公室，对其进行攻击。史蒂夫·斯托特随后于1999年6月对尚恩·库姆斯提起诉讼，迫使库姆斯达成庭外和解，支付款项共计50万美元。此前，库姆斯原因袭击罪被提起公诉，但他于1999年9月8日对骚扰指控认罪，随后被判处参加一天的情绪管理课程。
1999年12月27日，尚恩·库姆斯、当时女友詹妮弗·洛佩兹及其门徒说唱歌手夏恩一同现身于曼哈顿时报广场内的纽约俱乐部 (Club New York) 时，发生枪击事件。检察官指出，此事件系由于库姆斯与另一名顾客在现场争执引发。警方调查后，库姆斯与夏恩因涉嫌违反武器法规及其他罪名被逮捕。库姆斯被控四项与武器有关的犯罪，并涉嫌贿赂其司机沃德尔·芬德森 (Wardel Fenderson)，以使后者在法庭上主张枪支所有权。在禁言令生效期间，此备受瞩目的审判拉开帷幕，其辩护律师分别为约翰尼·L·科克伦 (Johnnie L. Cochran Jr.)与本杰明·布拉夫曼 (Benjamin Brafman)。审判结果，库姆斯在所有指控中均被判无罪；而夏恩在八项控罪中有五项被定罪，并被判处十年监禁。随后，库姆斯与詹妮弗·洛佩兹分手。此外，由沃德尔·芬德森提出、宣称其因该枪击事件而遭受精神损害的诉讼，于2004年2月以双方保密的庭外和解方式终结，双方律师均表示案件“已令各方满意地解决”。
2001年，尚恩·库姆斯因在佛罗里达州驾驶时使用被吊销的驾照而被捕。
2003年，国家劳工委员会揭露洪都拉斯生产肖恩·约翰 (Sean John) 服装品牌的工厂存在违反当地劳动法的现象。指控称，工厂内工人不仅遭受了身体搜查和强制孕检，洗手间亦被上锁，进出受到严格限制，同时工人被迫加班并领受低廉薪资。国家劳工委员会的查尔斯·克纳汉在接受《纽约时报》采访时表示：“尚恩·库姆斯显然拥有极大影响力，能够在一夜之间采取多项措施帮助这些工人。”对此，库姆斯表态称自己已展开全面调查，并始终坚定地支持工人利益。2004年2月，科纳根宣布工厂方面已作出改进，包括增设空调及水质净化系统、解雇最为苛刻的管理人员，并允许组建工会。
同在2003年，柯克·布鲁伊斯 (Kirk Burrowes) 指控库姆斯曾以暴力威胁迫使其放弃在坏男孩唱片 (Bad Boy Records) 的股份，因此提起诉讼；但该案于2006年因诉讼时效问题被驳回。
2005年，密歇根电视主持人罗赫里奥·米尔斯 (Rogelio Mills) 就一项针对库姆斯的袭击指控提起诉讼，最终裁决结果对库姆斯有利。
2005年晚些时候，伦敦的音乐艺术家及DJ理查德·迪尔拉夫 (Richard Dearlove) 自1992年起便以“迪迪 (Diddy)”为艺名进行表演，早于库姆斯开始使用“P. Diddy”的时间长达九年。随后，理查德在伦敦高等法院申请禁令，并接受了1万英镑的损害赔偿以及超过10万英镑的诉讼费用的庭外和解。根据禁令，库姆斯在英国不得再使用“迪迪（Diddy）”这一名称，而在当地他仍以“P. Diddy (P. Diddy)”为公众所知。
2007年，杰拉德·雷希尼策 (Gerard Rechnitzer) 指控库姆斯在好莱坞附近遭到殴打，称自己在库姆斯与女友交谈期间上前搭话后被攻击。该案件最终于2008年3月通过双方秘密达成和解解决。
2009年，《洛杉矶时报》曾报道，声名狼藉先生与库姆斯联手策划了1994年对圖帕克·夏庫爾实施抢劫及枪击的事件，并以所谓联邦调查局文件作为证据。随后，该报撤回了该报道，并承认所引用的文件为伪造。2012年，唱片管理执行官吉米·亨奇曼的合作者德克斯特·艾萨克（Dexter Isaac）供认，其在亨奇曼的指令下曾开枪击中图帕克。
2015年，库姆斯因与其子所在球队的足球教练在加州大学洛杉矶分校发生争执，而因涉嫌严重攻击被依法逮捕；同年7月2日，鉴于证据不足，相关攻击指控最终被撤销。
2021年，库姆斯对Sean John的新东家提起诉讼，索赔金额达6000万美元，主要理由是该公司未经授权使用其肖像，并伪造了支持其新产品系列的引述。2023年，库姆斯又对帝亚吉欧提起种族歧视诉讼，指控该烈酒公司故意“扼制”其Cîroc伏特加与DeLéon龙舌兰酒品牌的市场推广及销售；2024年1月，库姆斯自愿撤回了诉讼，并终止了彼此之间的商业合作关系。
2024年3月4日，音乐制作人罗德尼·琼斯 （Rodney “Lil Rod” Jones）又对库姆斯及其子贾斯汀提起诉讼，指控他们在2022年9月于库姆斯位于洛杉矶的Chalice录音室内举办的“编剧与制作人培训营”期间，曾大规模掩盖其涉及一起对一名30岁男子枪击事件的事实。而在此前已就性侵指控对库姆斯提起诉讼。
2024年3月25日，前雪城大学篮球运动员、库姆斯合作者布伦丹·保罗（Brendan Paul）在佛罗里达州迈阿密-戴德县Opa Locka机场因涉嫌持有可卡因及其他受管制药物被逮捕，并面对两项相关指控；次日，他以2500美元保释获释。在随后的法庭文件中，Lil Rod指控保罗充当库姆斯的“毒品运输者”。
肖恩·库姆斯於2024年被前女友兼歌手凯茜·文图拉指控強姦、虐待及人口販賣，同年九月因為敲詐勒索、強迫性販運和以賣淫為目的的運輸等罪名被逮捕。2024年10月，法院確定了尚恩·庫姆斯的開審日期，審理關於他被指控的性交易、勒索共謀以及跨州性交易相關的案件。根據檢方的指控，庫姆斯長期利用暴力、脅迫及毒品強迫多名女性參加違法活動，並涉嫌參與更廣泛的性交易組織。案件將於2025年5月5日在紐約曼哈頓聯邦法院開庭。

### 不当性行为指控
2017年5月，曾担任库姆斯私人厨师的辛迪·鲁埃达（Cindy Ruedasa）向洛杉矶县高级法院提起诉讼，指控库姆斯存在包括性骚扰与报复在内的多项行为问题。该诉讼于2019年2月以未公开和解金额解决。
卡茜·文图拉（Cassie Ventura）与肖恩·库姆斯曾有长期恋情。2023年11月16日，她向库姆斯提起诉讼，指控其强奸、性交易及身体虐待。诉讼还称，库姆斯涉嫌策划炸毁当时文图拉男友Kid Cudi的汽车。第二天，库姆斯与文图拉达成保密和解协议，诉讼随即被撤销。
2023年11月23日，又有两名原告对库姆斯提起诉讼，分别指控其性侵及报复性散布不雅视频。其中一项指控称，在1990或1991年间，库姆斯与歌手亚伦·霍尔（Aaron Hall）曾性侵一名女子，库姆斯还将过程录了下来。
2024年5月17日，CNN公开了一段监控视频，显示库姆斯于2016年3月5日在洛杉矶世纪城的洲际酒店对文图拉实施身体攻击。这一事件正是她在诉讼中提到的内容之一。两天后，库姆斯在Instagram和Facebook上发布道歉视频，表示“深感抱歉”，称自己的行为“不可原谅”。根据2024年9月的一项联邦起诉书，库姆斯的袭击被酒店员工制止后，他还试图贿赂相关人员。
2024年10月1日，《华盛顿邮报》报道称，一个律师团队计划再提起多达120起诉讼，涉及2000年代至2010年代期间的性侵事件，原告包括25名未成年人，男女皆有。律师托尼·巴兹比（Tony Buzbee）表示，大部分案件发生在纽约州。约半数受害者表示曾向警方、医生或联邦调查局报案。一些人称自己被下药或被封口。除了库姆斯外，诉讼中还将列出其他潜在被告。巴兹比在休斯敦的一场发布会上说：“我们要揭露的这些名字，如果我们的调查结果得到证实，将令人震惊。我说的不只是那些懦弱而冷漠的旁观者，还有那些参与、纵容、甚至煽动这些行为的人。他们心里很清楚自己是谁。”
2024年10月13日，巴兹比已在纽约联邦法院提交了首批六起诉讼。AVA法律事务所的安德鲁·范·阿斯代尔（Andrew Van Arsdale）表示，目前他们已接到约三千人的举报，团队正在积极核查另外约一百起潜在案件。库姆斯的律师之一埃丽卡·沃尔夫（Erica Wolff）对BBC表示，库姆斯“期待在法庭上证明自己的清白，用证据还原真相，而不是凭空猜测”。
2025年，Peacock平台推出纪录片《迪迪：坏男孩的制造》，讲述库姆斯的生平与当下的法律风波；Investigation Discovery则推出四集纪录片《迪迪的陨落》。2025年2月12日，库姆斯方面起诉NBC环球、Peacock平台和Ample Entertainment制作公司，指控纪录片中存在诽谤言论。

#### 逮捕和审判
2024年9月16日，库姆斯在纽约南区被逮捕并起诉，罪名包括敲诈勒索、以暴力手段进行性交易及跨州组织卖淫等。他目前被关押在布鲁克林的联邦大都会看守所。2024年10月10日，法官阿伦·苏布拉马尼安（Arun Subramanian）宣布庭审定于2025年5月5日开始。2024年11月27日，库姆斯的第三次保释申请被驳回。2025年4月18日，库姆斯律师提出将庭审延后两个月的请求亦遭否决。庭审于2025年5月5日正式启动，首先进行陪审团筛选，5月12日进入开庭陈述与证人作证阶段。
2025年7月3日，陪审团裁定库姆斯的2项运送卖淫罪名成立，敲诈勒索和性贩运罪名不成立。

## 音乐作品
- No Way Out (1997)
- Forever (1999)
- The Saga Continues... (2001)
- Press Play (2006)
- Last Train to Paris with Dirty Money (2010)
- The Love Album: Off the Grid (2023)

## 影视作品

### 影片
| 发布年份 | 名称                         | 角色               | 注释     |
| -------- | ---------------------------- | ------------------ | -------- |
| 2001     | Made                         | Ruiz               |          |
| 2001     | Monster's Ball               | Lawrence Musgrove  |          |
| 2003     | Death of a Dynasty           | 本人               |          |
| 2005     | Carlito's Way: Rise to Power | Hollywood Nicky    | 视频     |
| 2008     | A Raisin in the Sun          | Walter Lee Younger | 电视电影 |
| 2010     | Get Him to the Greek         | Sergio             |          |
| 2010     | I'm Still Here               | 本人               |          |
| 2014     | Muppets Most Wanted          | 本人               |          |
| 2014     | Draft Day                    | Chris Crawford     |          |
| 2017     | Girls Trip                   | 本人               |          |

### 节目
| 发布年份 | 名称                                                 | 角色         | 注释                                     |
| -------- | ---------------------------------------------------- | ------------ | ---------------------------------------- |
| 1992     | In Living Color                                      | 本人         | 剧集: "Episode #3.27"                    |
| 1997     | The Steve Harvey Show                                | 本人         | 剧集: "I Do, I Don't"                    |
| 1997–01  | Showtime at the Apollo                               | 本人         | 经常性访客                               |
| 1999     | Videotech                                            | 本人         | 剧集: "Episode #1.136"                   |
| 1999     | The Priory                                           | 本人         | 剧集: "Episode #1.3"                     |
| 1999–01  | Behind the Music                                     | 本人         | 经常性访客                               |
| 2000     | 流行之巅                                             | 本人         | 剧集: "Episode #37.11"                   |
| 2000     | Who Wants to Be a Millionaire                        | 本人/参赛者  | 剧集: "Episode #1.172" & "#1.174"        |
| 2001     | Say It Loud: A Celebration of Black Music in America | 本人         | 剧集: "Express Yourself"                 |
| 2001     | Jackass                                              | 本人         | 剧集: "Beard of Leeches"                 |
| 2001     | Journeys in Black                                    | 本人         | 剧集: "Johnnie Cochran"                  |
| 2002     | All That                                             | 本人         | 剧集: "P. Diddy"                         |
| 2002     | Anatomy of a Scene                                   | 本人         | 剧集: "Monster's Ball"                   |
| 2002     | The Nick Cannon Show                                 | 本人         | 剧集: "Nick Takes Over Style"            |
| 2002     | 2002年MTV欧洲音乐大奖                                | 本人/主持人  | 主主持人                                 |
| 2002     | Top Ten                                              | 本人         | 剧集: "Camp Pop"                         |
| 2004     | The Ashlee Simpson Show                              | 本人         | 剧集: "Ashlee Goes Platinum"             |
| 2004     | Style Star                                           | 本人         | 剧集: "Sean 'P. Diddy' Combs"            |
| 2005     | 2005年MTV欧洲音乐大奖                                | 本人/主持人  | 主主持人                                 |
| 2006     | Diary                                                | 本人         | 剧集: "Diddy"                            |
| 2006     | E! True Hollywood Story                              | 本人         | 剧集: "Sean 'Diddy' Combs"               |
| 2006     | Access Granted                                       | 本人         | 剧集: "We Fly High Remix"                |
| 2009     | CSI犯罪現場：邁阿密                                  | Derek Powell | 剧集: "Presumed Guilty" & "Sink or Swim" |
| 2010     | Entourage                                            | 本人         | 剧集: "Tequila and Coke"                 |
| 2011     | Hawaii Five-0                                        | Reggie Cole  | 剧集: "Hoʻopaʻi"                         |
| 2012     | 酒吧五傑                                             | Dr. Jinx     | 剧集: "Charlie's Mom Has Cancer"         |
| 2015     | Black-ish                                            | Elroy Savoy  | 剧集: "Pops' Pops' Pops"                 |
| 2016     | Stevie J & Joseline: Go Hollywood                    | 本人         | 剧集: "L.A., The Stevie J Way"           |
| 2016     | Finding Your Roots                                   | 本人         | 剧集: "Family Reunions"                  |
| 2016     | The Voice                                            | 顾问/本人    | 经常性顾问：第10季                       |
| 2016     | Inside the Label                                     | 本人         | 剧集: "Uptown Records, Part I & II"      |
| 2017     | The Defiant Ones                                     | 本人         | 主要嘉宾                                 |
| 2018     | The Four: Battle for Stardom                         | 本人/法官    | 主评委                                   |
| 2022     | Hip-Hop Evolution                                    | 本人         | 客串角色：第2-3                          |
| 2022     | Billboard音乐奖                                      | 本人/主持人  | 主主持人                                 |

### 纪录片
| 发布年份 | 名称                                                |
| -------- | --------------------------------------------------- |
| 1995     | The Show                                            |
| 1998     | Where It's At: The Rolling Stone State of the Union |
| 2002     | Street Dreams                                       |
| 2004     | Fade to Black                                       |
| 2005     | Seamless                                            |
| 2016     | The Art of Organized Noize                          |
| 2017     | Clive Davis: The Soundtrack of Our Lives            |
| 2017     | House of Z                                          |
| 2017     | Can't Stop, Won't Stop: A Bad Boy Story             |
| 2017     | The Defiant Ones                                    |
| 2019     | The Black Godfather                                 |
| 2021     | Mary J. Blige's My Life                             |
| 2023     | For Khadija                                         |

## 奖项与成就
库姆斯在1997年被吉尼斯世界纪录授予“最成功说唱制作人”称号，因为他担任制作人的多首单曲在当年连续36周登上排行榜。2021年，库姆斯成为黑人音乐与娱乐步行名人堂的首批入选者之一。2022年6月，他荣获黑人娱乐电视大奖终身成就奖。2023年9月，库姆斯被纽约市市长埃里克·亚当斯授予“纽约市钥匙”，以表彰他在音乐与文化领域的杰出贡献。此外，库姆斯于2023年获得了MTV全球VMA标志性奖项。

## 巡演
- 无路可逃之旅（1997-1998）
- 永恒之旅（2000年）